# 運源寺
運源寺（うんげんじ）は、富山県高岡市にある浄土真宗本願寺派の寺院。

## 歴史
- 文明5年（1473年） - 和泉坊受寛が蟹谷郷土山御坊境内に一宇を建立したのを始まりとする[1]。
- 万治3年（1661年） - 本山から木仏、寺号を授かる[1]。

## 文化財
- 運源寺の大カエデ（富山県指定天然記念物） - 運源寺の裏庭にあり、幹周り3.27mの大樹[1]。2017年（平成29年）に枯死し、指定解除。